# Lil Nas X/Diskografie
Diese Diskografie ist eine Übersicht über die musikalischen Werke des US-amerikanischen Popsängers und Rappers Lil Nas X. Den Schallplattenauszeichnungen zufolge hat er bisher mehr als 80 Millionen Tonträger verkauft, wovon er alleine in seiner Heimat über 52,5 Millionen Tonträger verkaufte. Seine erfolgreichste Veröffentlichung ist die Debütsingle Old Town Road mit über 26 Millionen verkauften Einheiten. Diese verkaufte sich alleine in Deutschland über eine Million Mal, womit sie zu den meistverkauften Singles des Landes zählt.

## Alben

### Studioalben
| Jahr | Titel Musiklabel                | Höchstplatzierung, Gesamtwochen, AuszeichnungChartplatzierungen (Jahr, Titel, Musiklabel, Platzierungen, Wochen, Auszeichnungen, Anmerkungen) | Höchstplatzierung, Gesamtwochen, AuszeichnungChartplatzierungen (Jahr, Titel, Musiklabel, Platzierungen, Wochen, Auszeichnungen, Anmerkungen) | Höchstplatzierung, Gesamtwochen, AuszeichnungChartplatzierungen (Jahr, Titel, Musiklabel, Platzierungen, Wochen, Auszeichnungen, Anmerkungen) | Höchstplatzierung, Gesamtwochen, AuszeichnungChartplatzierungen (Jahr, Titel, Musiklabel, Platzierungen, Wochen, Auszeichnungen, Anmerkungen) | Höchstplatzierung, Gesamtwochen, AuszeichnungChartplatzierungen (Jahr, Titel, Musiklabel, Platzierungen, Wochen, Auszeichnungen, Anmerkungen) | Anmerkungen                                                    |
| Jahr | Titel Musiklabel                | DE | AT | CH | UK | US | Anmerkungen                                                    |
| ---- | ------------------------------- | --- | --- | --- | --- | --- | -------------------------------------------------------------- |
| 2021 | Montero Columbia Records (Sony) | DE13 (7 Wo.)DE | AT2 (13 Wo.)AT | CH6 Platin · (9 Wo.)CH | UK2 Gold · (23 Wo.)UK | US2 ×2Doppelplatin · (57 Wo.)US | Erstveröffentlichung: 17. September 2021 Verkäufe: + 2.813.500 |

### Mixtapes
| Jahr | Titel Musiklabel      | Anmerkungen                         |
| ---- | --------------------- | ----------------------------------- |
| 2018 | Nasarati Selbstverlag | Erstveröffentlichung: 23. Juli 2018 |

### EPs
| Jahr | Titel Musiklabel                             | Höchstplatzierung, Gesamtwochen, AuszeichnungChartplatzierungen (Jahr, Titel, Musiklabel, Platzierungen, Wochen, Auszeichnungen, Anmerkungen) | Höchstplatzierung, Gesamtwochen, AuszeichnungChartplatzierungen (Jahr, Titel, Musiklabel, Platzierungen, Wochen, Auszeichnungen, Anmerkungen) | Höchstplatzierung, Gesamtwochen, AuszeichnungChartplatzierungen (Jahr, Titel, Musiklabel, Platzierungen, Wochen, Auszeichnungen, Anmerkungen) | Höchstplatzierung, Gesamtwochen, AuszeichnungChartplatzierungen (Jahr, Titel, Musiklabel, Platzierungen, Wochen, Auszeichnungen, Anmerkungen) | Höchstplatzierung, Gesamtwochen, AuszeichnungChartplatzierungen (Jahr, Titel, Musiklabel, Platzierungen, Wochen, Auszeichnungen, Anmerkungen) | Anmerkungen                                               |
| Jahr | Titel Musiklabel                             | DE | AT | CH | UK | US | Anmerkungen                                               |
| ---- | -------------------------------------------- | --- | --- | --- | --- | --- | --------------------------------------------------------- |
| 2018 | October 31st Selbstverlag                    | — | — | — | — | — | Erstveröffentlichung: 2018                                |
| 2019 | 7 Columbia Records (Sony)                    | DE99 (1 Wo.)DE | AT53 (3 Wo.)AT | CH63 Platin · (1 Wo.)CH | UK23 Silber · (5 Wo.)UK | US2 ×2Doppelplatin · (71 Wo.)US | Erstveröffentlichung: 21. Juni 2019 Verkäufe: + 2.525.000 |
| 2025 | Days Before Dreamboy Columbia Records (Sony) | — | — | — | — | — | Erstveröffentlichung: 28. März 2025                       |

## Singles

### Als Leadmusiker
| Jahr | Titel Album                                      | Höchstplatzierung, Gesamtwochen, AuszeichnungChartplatzierungen (Jahr, Titel, Album, Platzierungen, Wochen, Auszeichnungen, Anmerkungen) | Höchstplatzierung, Gesamtwochen, AuszeichnungChartplatzierungen (Jahr, Titel, Album, Platzierungen, Wochen, Auszeichnungen, Anmerkungen) | Höchstplatzierung, Gesamtwochen, AuszeichnungChartplatzierungen (Jahr, Titel, Album, Platzierungen, Wochen, Auszeichnungen, Anmerkungen) | Höchstplatzierung, Gesamtwochen, AuszeichnungChartplatzierungen (Jahr, Titel, Album, Platzierungen, Wochen, Auszeichnungen, Anmerkungen) | Höchstplatzierung, Gesamtwochen, AuszeichnungChartplatzierungen (Jahr, Titel, Album, Platzierungen, Wochen, Auszeichnungen, Anmerkungen) | Anmerkungen |
| Jahr | Titel Album                                      | DE | AT | CH | UK | US | Anmerkungen |
| --- | ------------------------------------------------ | --- | --- | --- | --- | --- | --- |
| 2018 | Old Town Road 7                                  | DE1 Diamant · (53 Wo.)DE | AT1 ×4Vierfachplatin · (56 Wo.)AT | CH1 ×5Fünffachplatin · (70 Wo.)CH | UK1 ×4Vierfachplatin · (47 Wo.)UK | US1 ×7Diamant + Siebenfachplatin · (45 Wo.)US                                                                                            | Erstveröffentlichung: 3. Dezember 2018 · Verkäufe: + 26.063.333; Remix feat. Billy Ray Cyrus · US: Gold (Diplo Remix) |
| 2019 | Panini 7                                         | DE85 (6 Wo.)DE | AT55 (8 Wo.)AT | CH41 Gold · (13 Wo.)CH | UK21 Platin · (20 Wo.)UK | US5 ×7Siebenfachplatin · (32 Wo.)US | Erstveröffentlichung: 21. Juni 2019 Verkäufe: + 8.870.000                                                             |
| 2020 | Rodeo –                                          | — | — | CH82 (2 Wo.)CH | UK55 Silber · (3 Wo.)UK | US22 ×3Dreifachplatin · (9 Wo.)US | Erstveröffentlichung: 31. Januar 2020 Verkäufe: + 3.625.000; feat. Nas                                                |
| 2020 | Holiday –                                        | DE29 Gold · (12 Wo.)DE | AT13 (12 Wo.)AT | CH26 Gold · (19 Wo.)CH | UK23 Silber · (10 Wo.)UK | US37 ×2Doppelplatin · (12 Wo.)US | Erstveröffentlichung: 13. November 2020 Verkäufe: + 2.975.000                                                         |
| 2021 | Montero (Call Me by Your Name) Montero           | DE2 Platin · (39 Wo.)DE | AT1 Platin · (34 Wo.)AT | CH2 ×3Dreifachplatin · (49 Wo.)CH | UK1 ×2Doppelplatin · (34 Wo.)UK | US1 ×7Siebenfachplatin · (35 Wo.)US | Erstveröffentlichung: 24. März 2021 Verkäufe: + 11.893.333                                                            |
| 2021 | Sun Goes Down Montero                            | DE— aDE | — | CH85 (1 Wo.)CH | UK42 (5 Wo.)UK | US66 Gold · (1 Wo.)US | Erstveröffentlichung: 21. Mai 2021 Verkäufe: + 580.000                                                                |
| 2021 | Industry Baby Montero                            | DE9 Platin · (48 Wo.)DE | AT7 (44 Wo.)AT | CH4 ×2Doppelplatin · (52 Wo.)CH | UK3 ×2Doppelplatin · (37 Wo.)UK | US1 ×7Siebenfachplatin · (42 Wo.)US | Erstveröffentlichung: 23. Juli 2021 Verkäufe: + 12.393.333; feat. Jack Harlow                                         |
| 2021 | That’s What I Want Montero                       | DE11 Gold · (43 Wo.)DE | AT7 (40 Wo.)AT | CH10 Platin · (46 Wo.)CH | UK10 Platin · (28 Wo.)UK | US8 ×3Dreifachplatin · (45 Wo.)US | Erstveröffentlichung: 17. September 2021 Verkäufe: + 5.523.333                                                        |
| 2022 | Late to Da Party –                               | — | — | — | — | US67 (1 Wo.)US | Erstveröffentlichung: 24. Juni 2022 mit Youngboy Never Broke Again                                                    |
| 2022 | Star Walkin’ (League of Legends Worlds Anthem) – | DE25 Gold · (31 Wo.)DE | AT26 Gold · (28 Wo.)AT | CH25 Gold · (29 Wo.)CH | UK40 Silber · (9 Wo.)UK | US32 Platin · (18 Wo.)US | Erstveröffentlichung: 22. September 2022 Verkäufe: + 2.122.333                                                        |
| 2024 | J Christ –                                       | — | — | — | UK59 (1 Wo.)UK | US69 (1 Wo.)US | Erstveröffentlichung: 12. Januar 2024                                                                                 |
| 2024 | Where Do We Go Now? (Live) –                     | — | — | — | — | — | Erstveröffentlichung: 26. Januar 2024                                                                                 |
| 2024 | Here We Go! –                                    | — | — | — | — | — | Erstveröffentlichung: 28. Juni 2024                                                                                   |
| 2024 | Light Again! Days Before Dreamboy                | — | — | — | — | — | Erstveröffentlichung: 15. November 2024                                                                               |
| 2024 | Need Dat Boy –                                   | — | — | — | — | — | Erstveröffentlichung: 22. November 2024                                                                               |
| 2025 | Lean on My Body Days Before Dreamboy             | — | — | — | — | — | Erstveröffentlichung: 21. März 2025                                                                                   |
| Folgende Lieder erschienen nicht als Single, wurden aber durch das Album zum Download und Streaming bereitgestellt und konnten somit eine Platzierung erlangen: |                                                  | | | | | | |
| |                                                  | | | | | | |
| 2021 | Scoop Montero                                    | — | — | — | — | US42 Gold · (1 Wo.)US | Charteinstieg: 2. Oktober 2021 Verkäufe: + 540.000; feat. Doja Cat                                                    |
| 2021 | Dolla Sign Slime Montero                         | — | — | — | — | US47 (1 Wo.)US | Charteinstieg: 2. Oktober 2021 Verkäufe: + 20.000; feat. Megan Thee Stallion                                          |
| 2021 | Dead Right Now Montero                           | — | — | — | — | US72 (1 Wo.)US | Charteinstieg: 2. Oktober 2021 Verkäufe: + 20.000                                                                     |
| 2021 | Tales of Dominica Montero                        | — | — | — | — | US86 (1 Wo.)US | Charteinstieg: 2. Oktober 2021 Verkäufe: + 20.000                                                                     |
| 2021 | One of Me Montero                                | — | — | — | — | US88 (1 Wo.)US | Charteinstieg: 2. Oktober 2021 feat. Elton John                                                                       |
| 2021 | Lost in the Citadel Montero                      | — | — | — | — | US90 (1 Wo.)US | Charteinstieg: 2. Oktober 2021                                                                                        |
| 2021 | Am I Dreaming Montero                            | — | — | — | — | US97 (1 Wo.)US | Charteinstieg: 2. Oktober 2021 Verkäufe: + 20.000; feat. Miley Cyrus                                                  |

### Als Gastmusiker
| Jahr | Titel Album     | Höchstplatzierung, Gesamtwochen, AuszeichnungChartplatzierungen (Jahr, Titel, Album, Platzierungen, Wochen, Auszeichnungen, Anmerkungen) | Höchstplatzierung, Gesamtwochen, AuszeichnungChartplatzierungen (Jahr, Titel, Album, Platzierungen, Wochen, Auszeichnungen, Anmerkungen) | Höchstplatzierung, Gesamtwochen, AuszeichnungChartplatzierungen (Jahr, Titel, Album, Platzierungen, Wochen, Auszeichnungen, Anmerkungen) | Höchstplatzierung, Gesamtwochen, AuszeichnungChartplatzierungen (Jahr, Titel, Album, Platzierungen, Wochen, Auszeichnungen, Anmerkungen) | Höchstplatzierung, Gesamtwochen, AuszeichnungChartplatzierungen (Jahr, Titel, Album, Platzierungen, Wochen, Auszeichnungen, Anmerkungen) | Anmerkungen                                                                           |
| Jahr | Titel Album     | DE | AT | CH | UK | US | Anmerkungen                                                                           |
| ---- | --------------- | --- | --- | --- | --- | --- | ------------------------------------------------------------------------------------- |
| 2024 | Light! #Gigi    | — | — | — | — | — | Erstveröffentlichung: 22. März 2024 Skaiwater feat. 9lives & Lil Nas X                |
| 2024 | Tennessee Glue  | — | — | — | — | — | Erstveröffentlichung: 3. Mai 2024 Kevin Abstract feat. Lil Nas X                      |
| 2024 | He Knows C,XOXO | — | — | — | — | — | Erstveröffentlichung: 10. Mai 2024 Verkäufe: + 20.000; Camila Cabello feat. Lil Nas X |

## Musikvideos
| Jahr | Titel                                          | Regie                           |
| ---- | ---------------------------------------------- | ------------------------------- |
| 2019 | Old Town Road (Remix)                          | Calmatic                        |
| 2019 | Panini                                         | Mike Diva                       |
| 2020 | Rodeo                                          | Bradley Bell, Pablo Jones-Soler |
| 2020 | Holiday                                        | Gibson Hazard, Lil Nas X        |
| 2021 | Montero (Call Me by Your Name)                 | Tanu Muino                      |
| 2021 | Sun Goes Down                                  | Jack Begert, Lil Nas X          |
| 2021 | Industry Baby                                  | Christian Breslauer             |
| 2021 | That’s What I Want                             | Stillz                          |
| 2022 | Late to Da Party                               | Gibson Hazard                   |
| 2022 | Star Walkin’ (League of Legends Worlds Anthem) | Wesley Louis                    |
| 2024 | J Christ                                       | Lil Nas X                       |
| 2024 | He Knows                                       | Onda                            |
| 2025 | Hotbox                                         | Elias Talbot                    |

## Promoveröffentlichungen
| Jahr | Titel Album                         | Anmerkungen                              |
| ---- | ----------------------------------- | ---------------------------------------- |
| 2018 | Freddy Krueger (Jimmy Wopo Remix) – | Erstveröffentlichung: 2018               |
| 2018 | Shame –                             | Erstveröffentlichung: 15. Mai 2018       |
| 2018 | Sonic Shit Nasarati                 | Erstveröffentlichung: 7. Juni 2018       |
| 2018 | Thanos (Blow It) Nasarati           | Erstveröffentlichung: 13. Juni 2018      |
| 2018 | Donald Trump Nasarati               | Erstveröffentlichung: 25. Juni 2018      |
| 2018 | Don’t Know Me Nasarati              | Erstveröffentlichung: 14. Juli 2018      |
| 2018 | In the Bank Nasarati                | Erstveröffentlichung: 14. Juli 2018      |
| 2018 | In They Feelings Nasarati           | Erstveröffentlichung: 14. Juli 2018      |
| 2018 | Kim Jong Nasarati                   | Erstveröffentlichung: 14. Juli 2018      |
| 2018 | Carry On Nasarati                   | Erstveröffentlichung: 15. Juli 2018      |
| 2018 | Nasarati                            | Erstveröffentlichung: 17. Juli 2018      |
| 2018 | Same Shit (Freestyle) October 31st  | Erstveröffentlichung: 8. September 2018  |
| 2018 | Grab That! October 31st             | Erstveröffentlichung: 16. September 2018 |
| 2018 | Rio de Janeiro October 31st         | Erstveröffentlichung: 16. September 2018 |
| 2018 | Rookie October 31st                 | Erstveröffentlichung: 16. September 2018 |
| 2018 | No Love –                           | Erstveröffentlichung: 11. November 2018  |
| 2019 | Banzup’ –                           | Erstveröffentlichung: 23. Januar 2019    |
| 2025 | Dreamboy Days Before Dreamboy       | Erstveröffentlichung: 10. März 2025      |
| 2025 | Big Dummy! Days Before Dreamboy     | Erstveröffentlichung: 11. März 2025      |
| 2025 | Swish Days Before Dreamboy          | Erstveröffentlichung: 12. März 2025      |
| 2025 | Right There! Days Before Dreamboy   | Erstveröffentlichung: 13. März 2025      |
| 2025 | Hotbox Days Before Dreamboy         | Erstveröffentlichung: 14. März 2025      |

## Sonderveröffentlichungen

### Alben
| Jahr | Titel Musiklabel        | Anmerkungen                                                                     |
| ---- | ----------------------- | ------------------------------------------------------------------------------- |
| 2021 | Radio 1’s Live Lounge – | Erstveröffentlichung: 21. September 2021 Teil der „Radio-1’s-Live-Lounge“-Reihe |

### Lieder
| Jahr | Titel Album     | Anmerkungen                                                            |
| ---- | --------------- | ---------------------------------------------------------------------- |
| 2024 | Light! #Gigi    | Erstveröffentlichung: 14. Juni 2024 Skaiwater feat. 9lives & Lil Nas X |
| 2024 | He Knows C,XOXO | Erstveröffentlichung: 28. Juni 2024 Camila Cabello feat. Lil Nas X     |
| 2024 | Tennessee Glue  | Erstveröffentlichung: 23. August 2024 Kevin Abstract feat. Lil Nas X   |

## Statistik

### Chartauswertung
|                     | DE    | AT    | CH    | UK    | US    |
| ------------------- | ----- | ----- | ----- | ----- | ----- |
| Nummer-eins-Alben   | DE—DE | AT—AT | CH—CH | UK—UK | US—US |
| Top-10-Alben        | DE—DE | AT1AT | CH1CH | UK1UK | US2US |
| Alben in den Charts | DE2DE | AT2AT | CH2CH | UK2UK | US2US |

|                       | DE    | AT    | CH    | UK     | US     |
| --------------------- | ----- | ----- | ----- | ------ | ------ |
| Nummer-eins-Singles   | DE1DE | AT2AT | CH1CH | UK2UK  | US3US  |
| Top-10-Singles        | DE3DE | AT4AT | CH4CH | UK4UK  | US5US  |
| Singles in den Charts | DE7DE | AT7AT | CH9CH | UK10UK | US18US |

### Auszeichnungen für Musikverkäufe
| Land/RegionAuszeichnungen für Musikverkäufe (Land/Region, Auszeichnungen, Verkäufe, Quellen) | Silber     | Gold       | Platin         | Diamant       | Verkäufe   | Quellen              |
| -------------------------------------------------------------------------------------------- | ---------- | ---------- | -------------- | ------------- | ---------- | -------------------- |
| Australien (ARIA)                                                                            | —          | 2× Gold2   | 36× Platin36   | —             | 2.590.000  | aria.com.au          |
| Belgien (BRMA)                                                                               | —          | 5× Gold5   | 7× Platin7     | —             | 340.000    | ultratop.be          |
| Brasilien (PMB)                                                                              | —          | 5× Gold5   | 9× Platin9     | 13× Diamant13 | 2.540.000  | pro-musicabr.org.br  |
| Dänemark (IFPI)                                                                              | —          | 4× Gold4   | 8× Platin8     | —             | 795.000    | ifpi.dk              |
| Deutschland (BVMI)                                                                           | —          | 3× Gold3   | 2× Platin2     | Diamant1      | 2.800.000  | musikindustrie.de    |
| Frankreich (SNEP)                                                                            | —          | 4× Gold4   | Platin1        | 5× Diamant5   | 2.116.665  | snepmusique.com      |
| Griechenland (IFPI)                                                                          | —          | 2× Gold2   | 5× Platin5     | —             | 120.000    | Einzelnachweise      |
| Irland (IRMA)                                                                                | —          | —          | 2× Platin2     | —             | 30.000     | Einzelnachweise      |
| Italien (FIMI)                                                                               | —          | Gold1      | 10× Platin10   | —             | 775.000    | fimi.it              |
| Kanada (MC)                                                                                  | —          | 3× Gold3   | 30× Platin30   | Diamant1      | 3.320.000  | musiccanada.com      |
| Mexiko (AMPROFON)                                                                            | —          | 5× Gold5   | 5× Platin5     | Diamant1      | 1.210.000  | amprofon.com.mx      |
| Neuseeland (RMNZ)                                                                            | —          | —          | 21× Platin21   | —             | 570.000    | radioscope.co.nz NZ2 |
| Niederlande (NVPI)                                                                           | —          | —          | 3× Platin3     | —             | 240.000    | nvpi.nl              |
| Norwegen (IFPI)                                                                              | —          | Gold1      | 11× Platin11   | —             | 610.000    | ifpi.no              |
| Österreich (IFPI)                                                                            | —          | Gold1      | 5× Platin5     | —             | 165.000    | ifpi.at              |
| Polen (ZPAV)                                                                                 | —          | 2× Gold2   | 11× Platin11   | Diamant1      | 550.000    | olis.pl              |
| Portugal (AFP)                                                                               | —          | 2× Gold2   | 18× Platin18   | —             | 188.500    | Einzelnachweise      |
| Schweden (IFPI)                                                                              | —          | 2× Gold2   | 5× Platin5     | —             | 430.000    | sverigetopplistan.se |
| Schweiz (IFPI)                                                                               | —          | 3× Gold3   | 13× Platin13   | —             | 290.000    | hitparade.ch         |
| Singapur (RIAS)                                                                              | —          | 2× Gold2   | —              | —             | 10.000     | rias.org.sg          |
| Spanien (Promusicae)                                                                         | —          | 3× Gold3   | 7× Platin7     | —             | 510.000    | elportaldemusica.es  |
| Südafrika (RISA)                                                                             | —          | —          | 26× Platin26   | —             | 660.000    | Einzelnachweise      |
| Ungarn (MAHASZ)                                                                              | —          | —          | Platin1        | —             | 4.000      | slagerlistak.hu      |
| Vereinigte Staaten (RIAA)                                                                    | —          | 3× Gold3   | 41× Platin41   | Diamant1      | 52.500.000 | riaa.com             |
| Vereinigtes Königreich (BPI)                                                                 | 4× Silber4 | Gold1      | 10× Platin10   | —             | 6.760.000  | bpi.co.uk            |
| Insgesamt                                                                                    | 4× Silber4 | 54× Gold54 | 287× Platin287 | 23× Diamant23 |            |                      |